# Made in America (The Carpenters)
Made in America è il decimo album in studio del duo musicale-canoro statunitense The Carpenters, pubblicato nel 1981. È l'ultimo album del duo pubblicato prima della morte di Karen, avvenuta nel 1983.

## Tracce
Side 1
1. Those Good Old Dreams (John Bettis, Richard Carpenter, Keisuke Kuwata) – 4:12
2. Strength of a Woman (Phyllis Brown, Juanita Curiel) – 3:59
3. (Want You) Back in My Life Again (Kerry Chater, Chris Christian) – 3:40
4. When You've Got What It Takes (Bill Lane, Roger Nichols) – 3:41
5. Somebody's Been Lyin' (Burt Bacharach, Carole Bayer Sager, Hal David) – 4:25

Side 2
1. I Believe You (Dick Addrisi, Don Addrisi) – 3:54
2. Touch Me When We're Dancing (Kenny Bell, Terry Skinner, Jerry Lee Wallace) – 3:19
3. When It's Gone (It's Just Gone) (Randy Handley) – 5:01
4. Beechwood 4-5789 (Marvin Gaye, George Gordy, William "Mickey" Stevenson) – 3:06
5. Because We Are in Love (The Wedding Song) (John Bettis, Richard Carpenter, Jerry Herman) – 5:04

## Formazione
- Richard Carpenter
- Karen Carpenter